# Californium(IV)-fluorid
Californium(IV)-fluorid ist ein Fluorid des künstlichen Elements und Actinoids Californium mit der Summenformel CfF4. In diesem Salz tritt Californium in der Oxidationsstufe +4 auf.

## Darstellung
Californium(IV)-fluorid kann aus Californium(III)-oxid Cf2O3 durch Umsetzung mit elementarem Fluor bei 400 °C dargestellt werden:
{\displaystyle \mathrm {2\ Cf_{2}O_{3}\ +\ 8\ F_{2}\ \xrightarrow {400\ ^{\circ }C} \ 4\ CfF_{4}\ +\ 3\ O_{2}} }.
Alternativ entsteht das Fluorid auch durch β-Zerfall von Berkelium(IV)-fluorid (249BkF4).

## Eigenschaften
Californium(IV)-fluorid ist eine hellgrüne Ionenverbindung bestehend aus Cf4+- und F−-Ionen. Es kristallisiert im monoklinen Kristallsystem in der Raumgruppe C2/c (Nr. 15) und zwölf Formeleinheiten pro Elementarzelle. Seine Kristallstruktur ist isotyp mit Uran(IV)-fluorid.
Californium(IV)-fluorid gibt beim Erhitzen elementares Fluor ab und bildet Californium(III)-fluorid:
{\displaystyle {\ce {2 CfF4 ->[\Delta T] 2 CfF3 + F2}}}